# George Westinghouse

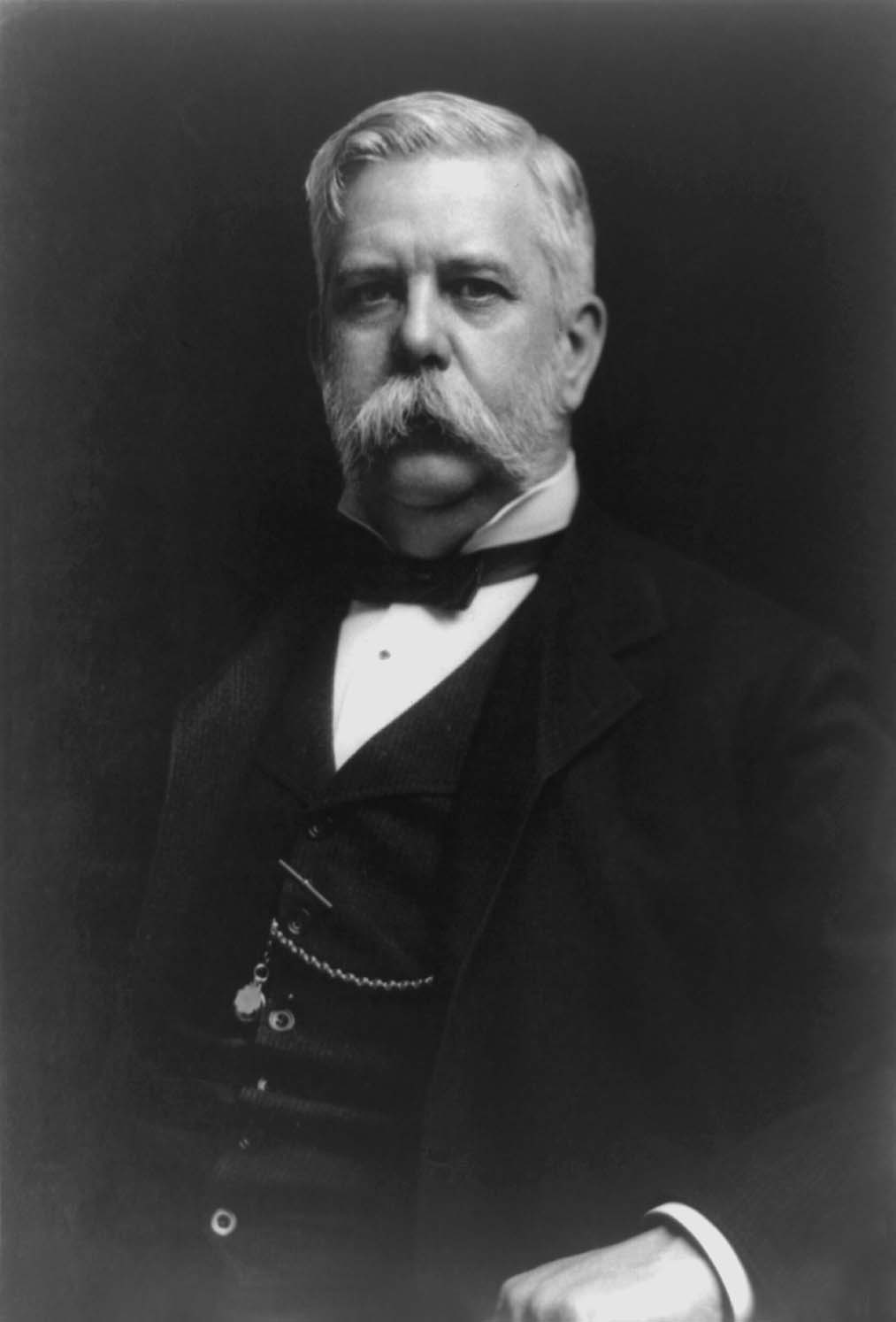
George Westinghouse

George Westinghouse (* 6. Oktober 1846 in Central Bridge, New York; † 12. März 1914 in New York) war ein US-amerikanischer Erfinder, Ingenieur und Großindustrieller.
Durch seine Erfindung der Druckluftbremse wurde der Eisenbahnverkehr sicherer; des Weiteren verhalf er der elektrischen Energieübertragung durch den Einsatz von Wechselspannung weltweit zum wirtschaftlichen Durchbruch und war in diesem Punkt zeitweise direkter Gegenspieler von Thomas Alva Edison, der zur elektrischen Energieübertragung die Gleichspannung favorisierte. Westinghouse erwarb Patente von zahlreichen anderen Erfindern wie zum Beispiel von Nikola Tesla und vermarktete diese gemeinsam mit seinen eigenen Ideen. Er erhielt bis zu seinem Tod 360 Patente, gründete 60 Fabriken, unter anderem die spätere Westinghouse Electric, und beschäftigte in Spitzenzeiten ungefähr 50.000 Arbeitnehmer. Er war damit einer der größten Arbeitgeber seiner Zeit.

## Leben

### Frühe Jahre
George Westinghouse wurde am 6. Oktober 1846 in Central Bridge, Schoharie County (westlich von Albany) in New York geboren. Seine Vorfahren mit dem Familiennamen Westinghausen kamen aus Westfalen in Deutschland, die nach England und später in die Vereinigten Staaten von Amerika ausgewandert waren. Sein Vater zog in den frühen Jahren des 19. Jahrhunderts von Vermont nach Ohio und ließ sich dann in Central Bridge, New York, nieder. George war das achte von zehn Kindern von George Westinghouse senior und Emmeline Vedder. Sein Vater zog nach Schenectady, New York und errichtete dort 1856 eine Fabrik für landwirtschaftliche Maschinen und kleine Dampfmaschinen, wo George erste berufliche Erfahrungen sammelte. Nach dem Ausbruch des Amerikanischen Bürgerkrieges 1861 kämpfte der 15-jährige George mit zweien seiner Brüder auf Seiten der Nordstaaten im Sezessionskrieg. Einer seiner Brüder fiel im Kampf. 1864 wechselte er von der Kavallerie zur Marine, wo er Schiffsingenieur wurde. Nach dem Krieg 1865 kehrte George nach Schenectady zurück und besuchte das Union College, das er aber schon nach drei Monaten verließ. Er arbeitete in der Fabrik seines Vaters und erhielt sein erstes Patent für eine „Rotierende Dampfmaschine“.
Am 8. August 1867 heiratete er Marguerite Erskine, mit der er einen Sohn George III. hatte. Sie zogen nach Pittsburgh. Seine erste große Erfindung war eine Vorrichtung, die entgleiste Waggons wieder auf die Schienen setzte (car replacer und der reversible railroad frog).

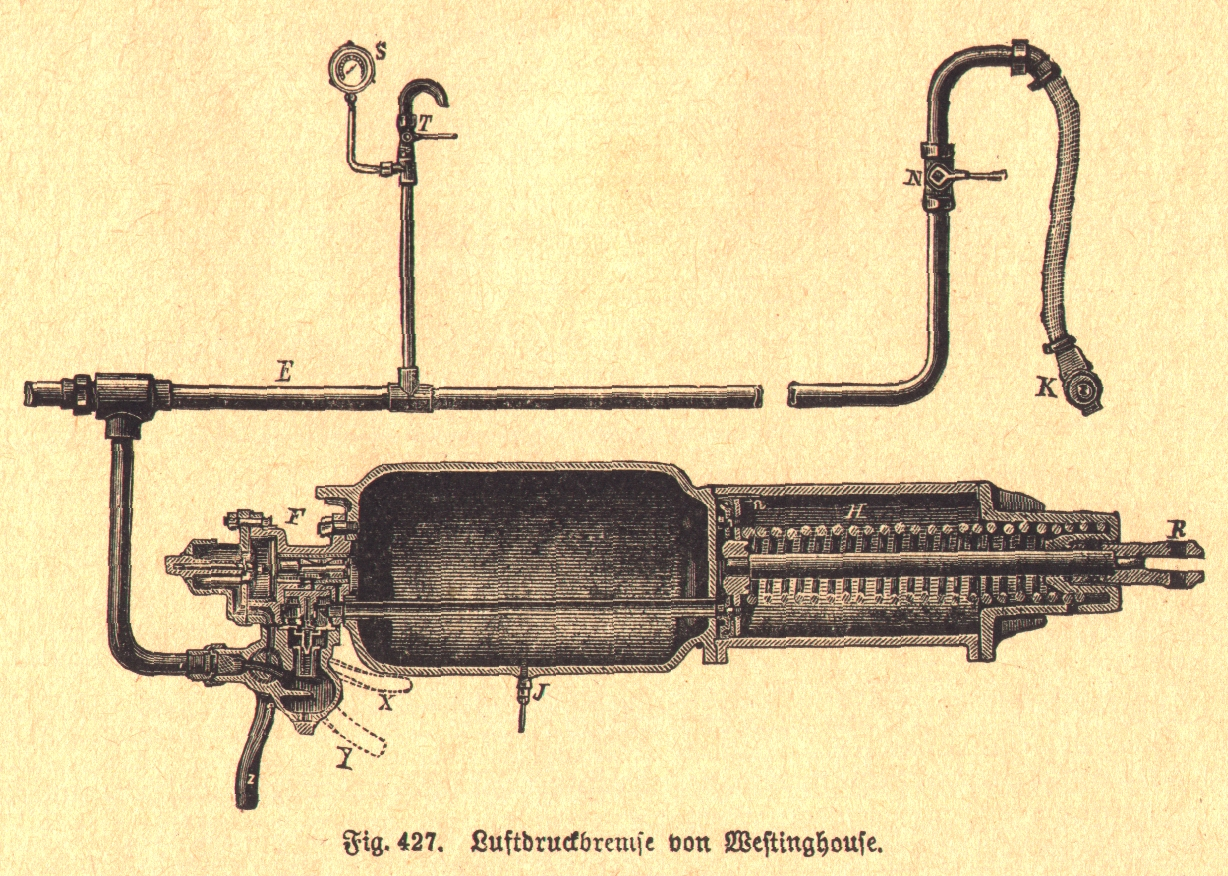
Druckluftbremse von Westinghouse

Nach der Beobachtung einer Zugkollision entwickelte er die Druckluftbremse, die vom Lokführer selbst für alle Waggons des Zuges bedient werden konnte. Dieses System verfeinerte und standardisierte er für den Einsatz bei verschiedenen Eisenbahngesellschaften. 1893 wurden durch das US Railroad Safety Appliance Act die Druckluftbremsen für alle Züge in den USA vorgeschrieben. Sie sind heute noch Standard in Bahnen, schweren Lkw und Omnibussen. In Pittsburgh (Pennsylvania) gründete er 1869 die Westinghouse Air Brake Company (WABCO). Seine Druckluftbremse machte ihn berühmt und reich.
Außerdem entwickelte er automatische Signal- und Schalteinrichtungen, die elektrische Energie und Druckluft benutzen, sowie verbesserte Waggonkupplungen. Die Vermarktung erfolgte durch die dafür gegründete Union Switch and Signal Company.
Erdöl wurde immer wichtiger für industrielle Zwecke. Durch Ölbohrungen wurde Erdgas (Methan) freigesetzt, das nicht genutzt wurde. Westinghouse verbesserte die Ölbohr-Ausrüstung, um das Erdgas zu nutzen, und die notwendige Rohrleitungstechnik, um das Gas zu verteilen. Unter anderem erfand er ein Druckminderventil, das Gas von hohem Druck an der Bohrung und bei der Verteilung auf niedrigen Druck beim Verbraucher brachte.
Die Weiterentwicklung des Telefons durch Alexander Graham Bell im Jahre 1877 führte Westinghouse auf ein neues Feld. Zu Beginn wurden alle Anrufe zu zentralen und manuell zu bedienenden Klappenschränken geleitet, das zu einem übermäßigen Verdrahtungsaufwand führte. 1879 führte Westinghouse automatische Unterverteiler ein, die die Anzahl der Verbindungen erheblich reduzierte.

### Mittlere Jahre
Das Interesse von Westinghouse an der Gasverteilung und den Beginn der Telefonvermittlung führte ihn zur Energieverteilung mit elektrischer Energie. Die damals ersten Stromnetze von Thomas Alva Edison benutzten niedrige Gleichspannung von 110 V und waren in der räumlichen Ausdehnung auf einige 100 m bis zu wenigen Kilometer beschränkt. Parallel dazu gab es dazu vor allem in Europa erste Arbeiten an der elektrischen Energieverteilung mittels Wechselspannung. Wechselspannung kann technisch einfach durch Transformatoren hochtransformiert werden, um durch die höhere Spannung die Übertragungsverluste klein zu halten. Zum Verbrauch wurde die Wechselspannung in der Umgebung des Verbrauchers wieder durch einen Transformator auf niedrige Werte heruntergesetzt. Eine Umsetzung von Gleichspannung auf eine höhere Gleichspannung war damals technologisch noch nicht möglich.
Erste Transformatoren – der Begriff entstand erst später und diese Geräte wurden damals als Sekundärgenerator bezeichnet – wurden von Lucien Gaulard in Frankreich und von John Dixon Gibbs in England entwickelt und 1881 in London vorgestellt und erregten das Interesse von Westinghouse. Er importierte 1885 eine Anzahl dieser frühen Transformatoren, diese hatten einen offenen magnetischen Kreis und damit verbunden einen hohen magnetischen Streufluss. Für ein erstes mit Wechselspannung betriebenes Stromnetz in Pittsburgh beschaffte er einen Siemens-Wechselspannungsgenerator von Werner von Siemens. Zusammen mit William Stanley wurde das Transformatorkonzept verbessert.
1886 wurde von Westinghouse ein mehrstufiges Wechselspannungsnetz in Great Barrington, Massachusetts installiert. Das Netz wurde von einem mit Wasserkraft angetriebenen elektrischen Generator mit 500 V Wechselspannung gespeist. Die Generatorspannung wurde zur Verteilung auf 3 kV hochtransformiert, über Freileitungen verteilt und in der Nähe der einzelnen elektrischen Beleuchtungskörper auf 100 V heruntertransformiert. Im selben Jahr gründete er die Westinghouse Electric Company, die 1889 in Westinghouse Electric & Manufacturing Company umbenannt wurde und zur Westinghouse Electric Corporation führte.
30 weitere Beleuchtungssysteme, basierend auf Wechselspannungsnetzen, wurden 1889 eingerichtet. Für den größeren wirtschaftlichen Durchbruch fehlte es aber an zwei wesentlichen Komponenten: Ein effizienter Wechselstrommotor für den Antrieb von beispielsweise Werkzeugmaschinen und eine geeignete Messeinrichtung, die den Verbrauch an elektrischem Strom und Daten zur Abrechnung liefern konnte. Beide Komponenten waren in Gleichspannungsnetzen von Edison zu der Zeit verfügbar.
Zu der Zeit beschäftigten sich auch andere Erfinder wie Nikola Tesla mit der Wechselspannungstechnik. Westinghouse kam in Kontakt mit Tesla und erwarb im Jahr 1888 die Rechte an den sogenannten Polyphase-Patenten. Eines der wichtigsten Patente daraus, US-Patent Nr. 381.968, beschreibt die erste Zweiphasen-Synchronmaschine, die zu den Drehstrommaschinen zählt. Tesla hatte zu der Zeit noch keinen funktionierenden Motor gebaut, aber Westinghouse stellte ihn als Berater für ein Jahr ein, um den zweiphasigen Wechselspannungsmotor zu verwirklichen. Die Arbeit führte zum heutigen US-Übertragungssystem: Dreiphasenwechselstrom mit 60 Hz. Die Netzfrequenz von 60 Hz war hoch genug, um das Lichtflackern niedrig zu halten, aber niedrig genug, um leistungsfähige elektrische Motoren damit versorgen zu können.
Die Unterstützung der Wechselspannungsübertragung durch Westinghouse führte zu einer erbitterten Konfrontation mit Edison und dessen Gleichspannungssystem. Diese wirtschaftliche Auseinandersetzung wurde als Stromkrieg bekannt. Edison behauptete, dass hohe Wechselspannungen zwangsläufig gefährlich seien. Westinghouse dagegen behauptete, dass die Gefahren beherrschbar seien und die Vorteile überwögen. Edison versuchte über die Gesetzgebung in mehreren US-Bundesstaaten die Übertragungsspannung auf 800 V zu beschränken, scheiterte aber. Edison gelang es technisch nicht, die Wechselstrom-Technologie in Misskredit zu bringen, deren Vorteile die möglichen Gefahren bei weitem übertrafen. Sogar General Electric, mit Unterstützung von Edison 1892 in Schenectady gegründet, entschloss sich zur Herstellung von Produkten für Wechselspannung.

### Späte Jahre
In einem bedeutenden Coup 1893 gelang es der Westinghouse Company, den Vertrag zu erhalten, ein Wechselspannungsnetz zur Versorgung der Weltausstellung World’s Columbian Exposition in Chicago aufzubauen. Das Lichtermeer beeindruckte die Besucher und brachte der Firma und der Wechselstrom-Technologie eine weit verbreitete positive Bekanntheit. Westinghouse, in Konkurrenz zur Edison General Electric, erreichte ebenfalls einen Vertrag mit der Cataract Construction Company, um das erste größere Netz mit Wechselspannungsgeneratoren aufzubauen, das die Energie im Edward Dean Adams Power Plant bei den Niagarafällen gewann und in Buffalo, New York, in 40 km Entfernung verteilte. Die Anlage wurde 1896 in Betrieb genommen.
Die Wechselspannungsnetze vergrößerten sich und Westinghouse wandte seine Aufmerksamkeit der Herstellung elektrischer Energie zu. Die einzigen verfügbaren Quellen waren Wasserturbinen und Dampfmaschinen. Westinghouse fand die Kolbendampfmaschinen zu ineffizient und wollte eine Art rotierende Maschine entwickeln. Eine seiner ersten Erfindungen war eine rotierende Dampfmaschine gewesen, die sich aber als unpraktikabel erwiesen hatte. Der englische Ingenieur Charles Parsons hatte begonnen, mit kleineren Dampfturbinen (10 PS ≈ 7,5 kW) zu experimentieren. Westinghouse erwarb die Rechte an der Parsons-Turbine 1885, verbesserte die Technologie und weitete den Leistungsbereich aus. Skeptiker bezweifelten, dass die Dampfturbine je eine zuverlässige Energiequelle würde, aber 1889 stellte Westinghouse eine Maschine mit 300 Kilowatt Leistung vor, die die Dampfmaschinen in seiner Druckluftbremsenfabrik ersetzte.
Im folgenden Jahr installierte er eine Maschine mit 1,5 MW und 1200 Umdrehungen pro Minute für die Hartford Electric Light Company. Westinghouse sah eine Anwendung seiner Dampfturbinen im Antrieb großer Schiffe. Solch große Turbinen waren bei ungefähr 3000 Umdrehungen pro Minute am wirksamsten, während ein effizienter Schiffspropeller bei 100 Umdrehungen pro Minute arbeitete. Dies bedeutete den Einsatz von Reduziergetrieben, die aber kompliziert waren. Selbst eine kleine Unwucht konnte die Maschine in Stücke reißen. Westinghouse und seinen Ingenieuren gelang es, die Unwuchtprobleme zu beherrschen. Turbinen für große Dampfer konnten nun gebaut werden.
Die Firma von Westinghouse wurde einer der Hauptkonkurrenten von General Electric; jedoch durften die Firmen nach einer Vereinbarung aus dem Jahr 1896 ihre Patente wechselseitig nutzen.
Deren erste Elektrolokomotive wurde bei der East-Pittsburgh-Bahn 1905 vorgestellt. Bald danach begann die Westinghouse Company, die New York-, New Haven- und die Hartford Railroad mit Einphasen-Wechselstrom zu elektrifizieren.
Westinghouse blieb produktiv und erfinderisch sein ganzes Leben über. Er hatte eine praktische, experimentelle Ader. Als er mit Wärmepumpen arbeitete, die Wärme und Kälte bereitstellten, glaubte er daran, eine Maschine bauen zu können, die selbstständig lief. Westinghouse wollte ein Perpetuum mobile bauen, und der britische Physiker Lord Kelvin, einer von Westinghouse’ Korrespondenten, erklärte ihm, dass er damit thermodynamische Gesetze verletzen würde. Westinghouse erwiderte, das mag zutreffen, aber es mache keinen Unterschied. Wenn er kein Perpetuum mobile bauen könne, dann würde er immerhin ein Wärmepumpensystem haben, das er patentieren und verkaufen könne.
Mit der Einführung des Automobils um die Jahrhundertwende kam Westinghouse zu früheren Erfindungen zurück. Er brachte einen Druckluftstoßdämpfer heraus, der die Fahrzeuge jener Zeit komfortabler machte. Um die Jahrhundertwende waren ungefähr 50.000 Arbeiter bei seinen Firmen beschäftigt. Neun befanden sich in den Vereinigten Staaten, eine in Kanada und fünf in Europa. Westinghouse blieb ein Führer der amerikanischen Industrie bis 1907, als er durch die Finanzkrise die Kontrolle über die von ihm gegründeten Firmen verlor. 1911 kam es zu seinem Rückzug aus der Westinghouse Company. Im gleichen Jahr wurde er für sein Lebenswerk mit der Edison-Medaille ausgezeichnet. 1913 wurde ihm die Grashof-Denkmünze des Vereins Deutscher Ingenieure verliehen.
Westinghouse zeigte Anzeichen einer Herzschwäche und ihm wurde 1913 von seinen Ärzten Ruhe verordnet. Seine Gesundheit wurde zunehmend schlechter und seine Krankheit zwang ihn in den Rollstuhl.

### Tod und Nachwirkung
George Westinghouse starb am 12. März 1914 in New York City im Alter von 67 Jahren. Als Bürgerkriegsveteran wurde er auf dem Arlington National Cemetery begraben. Seine Frau, die drei Monate nach ihm starb, ist neben ihm bestattet. 1930 wurde ein Denkmal zu Ehren von Westinghouse im Schenley Park in Pittsburgh errichtet, gestiftet von seinen Beschäftigten.
Viele der von George Westinghouse gegründeten Firmen bestehen auch im Jahr 2015 noch in der einen oder anderen Form weiter. Der Werbespruch der Westinghouse Company lautete: You can be sure if it’s a Westinghouse. Sie stellten elektrische Beleuchtung, Kühlschränke, Waschmaschinen und andere elektrische Gebrauchsgeräte her. Westinghouse war auch ein Vorreiter beim Rundfunk, weil er erkannte, dass das Radio eine Anwendung von Elektrizität bedeutete. Die Firma baute ihre Group-W-Kette von Radio- und Fernsehstationen auf; der Rundfunk wurde ein ernstzunehmendes Geschäft. Nach dem Kauf von CBS 1995 wechselte die Firma ihre Ausrichtung und der Name Westinghouse und seine Produktlinie wurde aufgegeben. Die Druckluftbremse wird heute unter anderem von der Firma WABCO (Westinghouse Air Brake Company) weiterentwickelt und gebaut.
Im Spielfilm Edison – Ein Leben voller Licht (2017) wird er von Michael Shannon dargestellt.